# Galeosoma mossambicum
Galeosoma mossambicum là một loài nhện trong họ Idiopidae.
Loài này thuộc chi Galeosoma. Galeosoma mossambicum được J. Hewitt miêu tả năm 1919.